# Giulia non esce la sera
Giulia non esce la sera è un film italiano del 2009 diretto da Giuseppe Piccioni.
Il film è uscito nelle sale il 27 febbraio 2009, distribuito da 01 Distribution.

## Trama
Guido è uno scrittore emergente che con il suo ultimo libro ha avuto un discreto successo di vendite, ma che non riesce a trovare in se stesso nulla che lo identifichi col suo lavoro. Non ha molta fantasia, non legge mai niente ed è soprattutto privo di quelle idee che dovrebbero dare vita ad un romanzo degno di questo nome. Nel tentativo di scrivere un nuovo libro si barcamena tra storie di scarso valore letterario che più volte ha la tentazione di cestinare. Guido è sposato con Benedetta ed ha una figlia, Costanza, che impara a nuotare frequentando un corso di nuoto, mentre lui la osserva dagli spalti. L'insegnante di Costanza è Giulia, una giovane donna dai modi sbrigativi e ruvidi, molto bella. Costanza confida al padre di voler smettere di andare in piscina perché non ama quello sport. Il padre acconsente che lasci il nuoto ma, visto che le lezioni sono pagate fino a fine anno e che non sa nuotare, decide di frequentare lui stesso il corso. Conosce quindi Giulia che a poco a poco gli insegna a stare a galla e poi a muovere le prime bracciate.
Guido comincia a nutrire un certo sentimento verso Giulia e la invita ad uscire con lui una sera ma Giulia «non esce la sera», come lei stessa asserisce. Giulia gli racconta di essere una carcerata in regime di semilibertà che su permesso del giudice può scontare gli ultimi sette anni della sua condanna fuori dal carcere lavorando di giorno per la comunità e facendo rientro in carcere la sera. Giulia è stata condannata per omicidio.
Guido scopre così il passato della ragazza: Giulia si era sposata molti anni prima e dal matrimonio era nata una figlia. In seguito però si era innamorata di un altro uomo e per lui aveva lasciato tutto: casa, famiglia, lavoro. La storia però non durò a lungo e quando Giulia capì che l'uomo l'avrebbe lasciata, lo uccise.
Guido è innamorato di Giulia e durante il giorno esce con lei, portandola anche al mare, e riaccompagnandola tutte le sere al penitenziario. Si impegna anche per cercare la vecchia famiglia di Giulia e, una volta trovata, si mette in contatto con la figlia scrivendole una lettera nella quale si spaccia per Giulia. Riesce così a combinare un incontro fra le due e Giulia saprà della lettera di Guido solo mentre lui la conduce all'appuntamento con la figlia. All'incontro si presenta anche il marito di Giulia, il quale sembra nutrire ancora del sentimento per lei e speranze per un loro riavvicinamento, poi arriva la figlia. Dopo l'iniziale imbarazzo che le parole di Giulia cercano di smussare la figlia le dice di odiarla, di non perdonarla per averla abbandonata, dei disagi provati da bambina per essere una figlia abbandonata dalla madre scappata con un altro uomo e poi per essere diventata figlia di un'assassina. Chiede di essere lasciata in pace e di non essere ricontattata.
Giulia sconvolta non rientra in carcere e passa la notte fuori. Il giorno dopo va a casa di Guido per passare un po' di tempo con lui; poi lascia Guido e ritorna da sola in carcere. Nonostante il giudice sia clemente permettendo a Giulia di riprendere il servizio fuori dal carcere, lei rinuncia, si fa mettere in una cella da sola e rifiuta le visite di Guido. Sentendo la propria vita come irrecuperabile, si suicida soffocandosi con una busta di plastica.
I suoi effetti personali vengono consegnati a Guido che trova così il diario di Giulia. Nel diario vi sono pensieri sulla sua attività quotidiana in piscina e sulla loro storia d'amore, ma anche l'angoscia di una madre che vede il rapporto con la figlia irrecuperabile e la disperazione che questo provoca in lei.

## Riconoscimenti
- David di Donatello 2009
  - Candidatura Migliore attrice protagonista a Valeria Golino
  - Candidatura Miglior colonna sonora a Baustelle
  - Candidatura Miglior canzone originale (Piangi Roma) a Baustelle e Valeria Golino
  - Candidatura Miglior montaggio a Esmeralda Calabria
- Nastri d'argento 2009
  - Migliore canzone originale (Piangi Roma) a Baustelle e Valeria Golino
  - Candidatura Miglior soggetto a Giuseppe Piccioni e Federica Pontremoli
  - Candidatura Migliore attrice protagonista a Valeria Golino

## Incassi
La pellicola ha incassato complessivamente 875.000 euro.